# Aspidodiadema meijerei
Aspidodiadema meijerei is een zee-egel uit de familie Aspidodiadematidae.
De wetenschappelijke naam van de soort werd in 1906 gepubliceerd door Ludwig Döderlein.